# Seibu Prince Rabbits
I Seibu Prince Rabbits (西武プリンスラビッツ?, Seibu Purinsu Rabittsu) sono stati una squadra giapponese di hockey su ghiaccio.

## Storia
La squadra venne fondata nel 1972 come Kokudo Keikaku Ice Hockey Club nella città di Karuizawa, nella prefettura di Nagano. Già nel 1974-75 vinse il suo primo campionato, cosa che le riuscirà altre 12 volte (1977-78, 1985-86, 1988-89, 1991-92, 1992-93, 1994-95, 1997-98, 1998-99, 2000-01, 2001-02, 2002-03, 2003-04) prima della chiusura della competizione nel 2004, sostituita dalla Asia League Ice Hockey. Nel 1984 la squadra si trasferì nel quartiere di Shinagawa, a Tokyo, e nel 1991 cambiò ancora sede, andando a Yokohama. In occasione di quest'ultimo trasferimento cambiò denominazione, divenendo Kokudo Ice Hockey Club.
Nel 2003 la squadra si fuse con quella della compagnia ferroviaria Seibu Tetsudō e la squadra cambiò ancora nome, Seibu Railways Ice Hockey Club, e sede, Nishi-Tokyo. Nel 2004-05 e 2005-06 la squadra si è aggiudicata la Asia League. Dal 2006 la proprietà è passata al gruppo Prince Hotel Inc. e la squadra ha assunto la nuova denominazione. La squadra femminile è invece denominata Seibu Princess Rabbits. Nel dicembre 2008 la proprietà ha annunciato l'intenzione di sciogliere la società al termine della stagione sportiva 2008-09, decisione divenuta operativa il 31 marzo 2009.

## Giocatori e allenatori famosi
- Hiroyuki Miura, primo giocatore giapponese ad essere scelto in un'edizione degli NHL Entry Draft.
- Yutaka Fukufuji, primo giocatore giapponese a calcare il ghiaccio della NHL.
- Joel Prpic, giocatore canadese, ex Boston Bruins e Colorado Avalanches.
- Masami Tanabu, già allenatore della nazionale nipponica e ministro dell'ambiente dal 1991 al 1993.